# Gill (Mondkrater)
Gill ist ein Einschlagkrater im Süden der Mondvorderseite.
Der Krater liegt südöstlich des Kraters Pontécoulant und nordöstlich von Helmholtz.
Der Kraterrand ist erodiert, das Innere weitgehend eben.
Am 10. Juni 2009 um 20:25 MESZ ließ man die japanische Raumsonde Kaguya an einem Punkt südöstlich von Gill bei 80,4° O, 65,5° S mit etwa 6000 km/h auf der Mondoberfläche aufschlagen. Der Aufschlag und der dadurch aufgewirbelte Staub konnten mit erdgebundenen Teleskopen beobachtet werden.
Gill hat acht Nebenkrater:
| Buchstabe | Position           | Durchmesser | Link |
| --------- | ------------------ | ----------- | ---- |
| A         | 63,44° S, 73,18° O | 13 km       |      |
| B         | 61,83° S, 70,36° O | 30 km       |      |
| C         | 62,48° S, 67,69° O | 33 km       |      |
| D         | 63,51° S, 79,85° O | 16 km       |      |
| E         | 63,36° S, 70,32° O | 14 km       |      |
| F         | 63,99° S, 65,52° O | 25 km       |      |
| G         | 63,67° S, 68,53° O | 36 km       |      |
| H         | 64,11° S, 70,79° O | 9 km        |      |

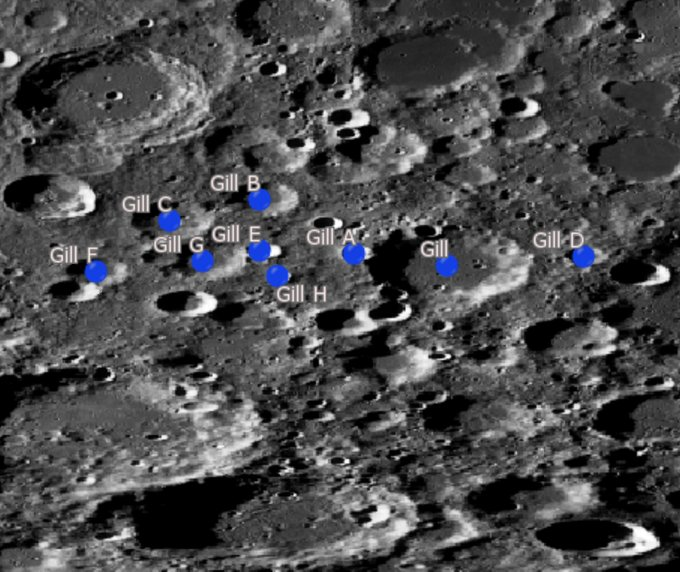
Gill und seine Nebenkrater

Der Krater wurde 1964 von der IAU nach dem britischen Astronomen David Gill offiziell benannt.